# Направленный свет
Напра́вленный свет — свет, дающий на объекте резко выраженные света́, тени и в некоторых случаях блики. Направленный свет освещает только поверхности объекта, обращённые к источнику света. Остальные его поверхности находятся в тени.
На фотографии освещённые поверхности объекта будут иметь тона, соответствующие их цвету, и их фактура будет воспроизведена достаточно точно. Затенённые участки объекты выйдут глубоко чёрными. На них тона́ и фактура отсутствуют.
Изображение на снимке имеет объём, но форма объекта из-за глубоких теней обычно выявляется не полностью.
Направленный свет создает прямое солнечное освещение при высоком положении солнца на безоблачном небе, вольтова дуга, электролампа (с не матированной колбой) без арматуры или в рефлекторе с зеркальной поверхностью, а также линзовый прожектор.
Направленный свет от одного источника вызывает чрезмерный контраст изображения. Его можно избежать, применяя два или несколько источников света, а также применением световых рассеивателей.